# Gene Saks
Gene Saks, nombre artístico de Jean Michael Saks (Nueva York, Nueva York, 8 de noviembre de 1921 - East Hampton, Nueva York, 28 de marzo de 2015), fue un actor y director de cine y teatro estadounidense.

## Biografía
Jean Michael Saks, que después adoptaría el nombre de Gene Saks, nació en la ciudad de Nueva York, hijo de Beatriz (nacida Lewkowitz) y Morris J. Saks.  Estudió en la Universidad de Cornell y participó en el desembarco de Normandía. En su formación como actor, asistió al Taller Dramático de La Nueva Escuela (The New School) en Nueva York con el director alemán Erwin Piscator.
Saks debutó como actor en Broadway en el musical de Rodgers & Hammerstein, South Pacific en 1949. En el escenario también actuó en A Shot in the Dark, The Tenth Man y A Thousand Clowns, en el papel de Leo Herman, que repetiría en la versión cinematográfica. Interpretó al hermano de Jack Lemmon en la adaptación cinematográfica de The Prisoner of Second Avenue y también apareció en Nobody's Fool, película de 1994 protagonizada por Paul Newman.
Desde finales de los años cuarenta mantuvo una intensa colaboración con el dramaturgo Neil Simon, del que dirigió varias obras teatrales entre las que destacan The Odd Couple (1965), California Suite (1976), Jake's Women (1982), Biloxi Blues (1985) o Broadway Bound (1986).
En el cine dirigió éxitos como  Descalzos por el parque con Robert Redford y Jane Fonda, La extraña pareja con Jack Lemmon y Walter Matthau, Flor de cactus (con la que Goldie Hawn ganó el Óscar a la mejor actriz de reparto), Last of the Red Hot Lovers, Ante todo, mujer (Mame), musical que ya había dirigido en los escenarios teatrales con Lucille Ball y su esposa Beatrice Arthur y Brighton Beach Memoirs.
Saks estuvo casado con la actriz Bea Arthur, entre 1950 y 1980. La pareja tuvo dos hijos. Posteriormente estuvo casado con Keren Saks, con quien tuvo una hija. Saks murió de neumonía en East Hampton home en marzo de 2015.

## Distinciones

### Premios Tony
- 1977 Premios Tony por la mejor dirección de un musical - I Love My Wife
- 1983 Premios Tony por la mejor dirección de una obra - Brighton Beach Memoirs
- 1985 Premios Tony por la mejor dirección de una obra - Biloxi Blues

### Salón de la fama del teatro americano
Fue incluido en el Salón de la fama del teatro americano en  1991.